# Loi du χ non centrée
 (novembre 2023).
Si vous disposez d'ouvrages ou d'articles de référence ou si vous connaissez des sites web de qualité traitant du thème abordé ici, merci de compléter l'article en donnant les références utiles à sa vérifiabilité et en les liant à la section « Notes et références ».
En théorie des probabilités et en statistique, la loi du {\displaystyle \chi } non centrée est une généralisation la loi du χ. Si {\displaystyle \scriptstyle X_{i},\,i=1,\dots ,k}, sont k variables aléatoires indépendantes de loi normale de moyennes et écart-type respectifs {\displaystyle \scriptstyle \mu _{i},\,i=1,\dots ,k} et {\displaystyle \scriptstyle \sigma _{i},i=1,\dots ,k}, alors
{\displaystyle X={\sqrt {\sum _{1}^{k}\left({\frac {X_{i}}{\sigma _{i}}}\right)^{2}}}}
est une variable aléatoire de loi du {\displaystyle \chi } non centrée. Cette loi a deux parametres : un entier {\displaystyle k} qui spécifie le nombre de degrés de liberté (c'est-à-dire le nombre de variables {\displaystyle X_{i}}), et un réel {\displaystyle \lambda >0} relatif à la moyenne des variables {\displaystyle X_{i}} par la formule :
{\displaystyle \lambda ={\sqrt {\sum _{1}^{k}\left({\frac {\mu _{i}}{\sigma _{i}}}\right)^{2}}}}
On dira que X suit une loi du χ non centrée avec k degrés de liberté et de paramètre λ, on notera {\displaystyle X\sim NC\chi _{k}(\lambda )}

## Propriétés
La densité de probabilité est donnée par :
{\displaystyle f(x;k,\lambda )={\frac {e^{-(x^{2}+\lambda ^{2})/2}x^{k}\lambda }{(\lambda x)^{k/2}}}I_{k/2-1}(\lambda x)}
où {\displaystyle I_{\nu }(z)} est la fonction de Bessel modifiée de première espèce.
Les premiers moments sont :
{\displaystyle \mu '_{1}={\sqrt {\frac {\pi }{2}}}L_{1/2}^{(k/2-1)}\left({\frac {-\lambda ^{2}}{2}}\right)}
{\displaystyle \mu '_{2}=k+\lambda ^{2}}
{\displaystyle \mu '_{3}=3{\sqrt {\frac {\pi }{2}}}L_{3/2}^{(k/2-1)}\left({\frac {-\lambda ^{2}}{2}}\right)}
{\displaystyle \mu '_{4}=(k+\lambda ^{2})^{2}+2(k+2\lambda ^{2})}
où {\displaystyle L_{n}^{(a)}(z)} est le polynôme de Laguerre généralisé. Il est à remarquer que le deuxième moment est le même que le n-ième moment de la loi du χ² non centrée où le paramètre {\displaystyle \lambda } est remplacé par {\displaystyle \lambda ^{2}}.

## Liens avec d'autres lois
- Si {\displaystyle X} est une variable aléatoire de loi du χ² non centrée, alors la variable aléatoire {\displaystyle X^{2}} est une variable aléatoire de loi du χ non centrée.
- Si {\displaystyle X} est de loi du χ, {\displaystyle X\sim \chi _{k}}, alors {\displaystyle X} est également de loi du χ non centrée : {\displaystyle X\sim NC\chi _{k}(0)}. En d'autres termes, la loi du χ est un cas particulier de la loi du χ non centrée avec le paramètre {\displaystyle \lambda =0}.
- La loi du χ non centrée à deux degrés de liberté est similaire à la loi de Rice avec {\displaystyle \sigma =1}.
- Si X suit une loi du χ non centrée avec un degré de liberté et le paramètre λ, alors σX suit une loi normale repliée avec paramètres σλ et σ2 pour toute valeur de σ.

| Lois                  | en fonction de variables de loi normale                                                         |
| --------------------- | ----------------------------------------------------------------------------------------------- |
| loi du χ²             | {\displaystyle \sum _{i=1}^{k}\left({\frac {X_{i}-\mu _{i}}{\sigma _{i}}}\right)^{2}}           |
| loi du χ² non centrée | {\displaystyle \sum _{i=1}^{k}\left({\frac {X_{i}}{\sigma _{i}}}\right)^{2}}                    |
| loi du χ              | {\displaystyle {\sqrt {\sum _{i=1}^{k}\left({\frac {X_{i}-\mu _{i}}{\sigma _{i}}}\right)^{2}}}} |
| loi du χ non centrée  | {\displaystyle {\sqrt {\sum _{i=1}^{k}\left({\frac {X_{i}}{\sigma _{i}}}\right)^{2}}}}          |